# Pélias

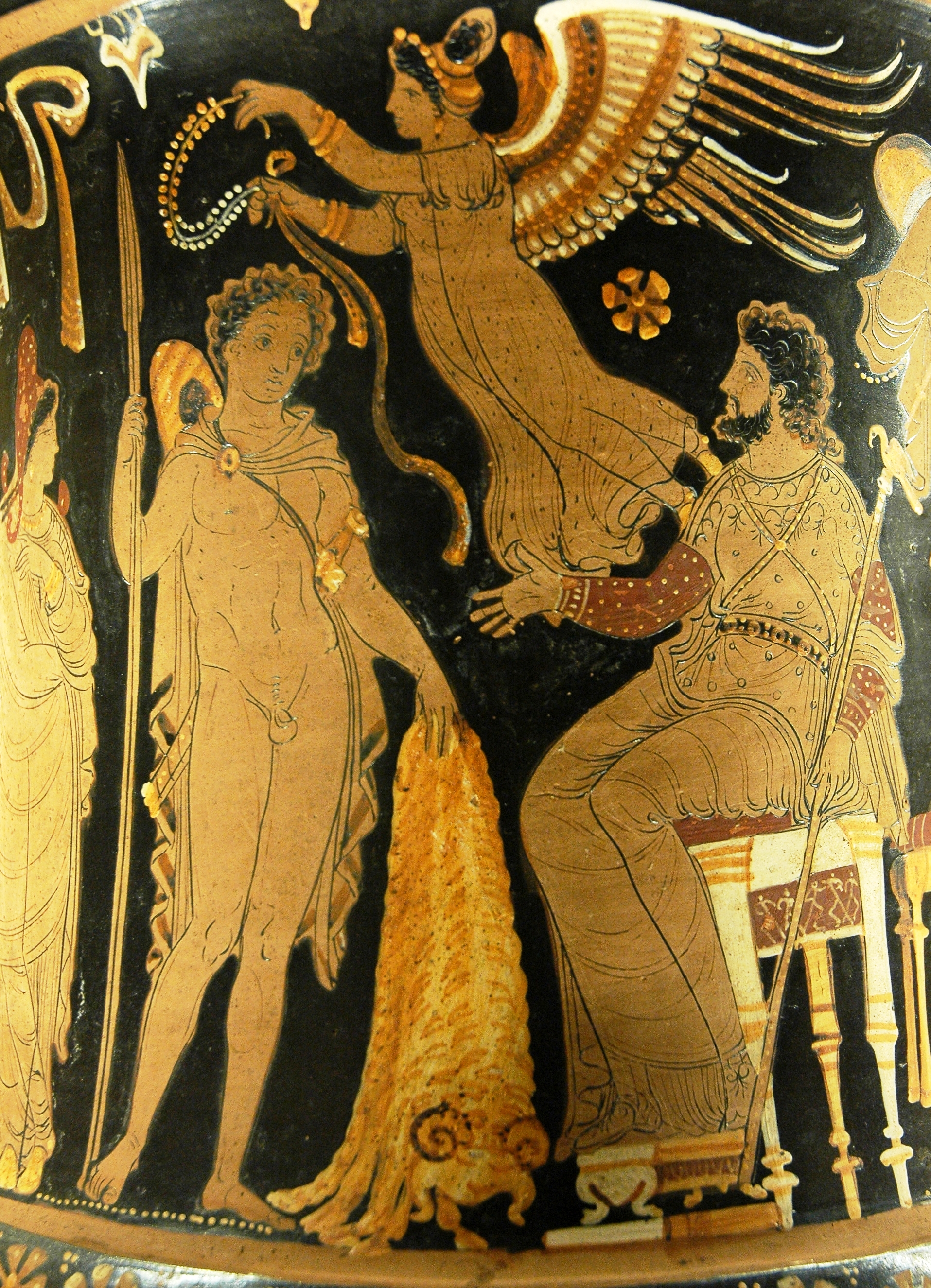
Jason apportant à Pélias la Toison d'or, cratère apulien à figures rouges du Peintre des Enfers, 340–330 av. J.-C., musée du Louvre.

Dans la mythologie grecque, Pélias (en grec ancien Πελιάς / Peliás) est le fils de Poséidon et de Tyro, et fils adoptif de Créthée, roi d'Iolcos en Thessalie. Il est père d'Alceste et d'Acaste.

## Mythe
À la mort de Créthée, il s'empare du trône, qu'il usurpe à Éson, son demi-frère et père de Jason. Craignant pour ce pouvoir mal acquis, il consulta un oracle qui répondit que sa mort viendrait avec un homme ne portant qu'une sandale. Alors qu'il célébrait une cérémonie à laquelle Jason participait, il remarqua qu'il lui manquait une sandale : Jason l'avait perdue en traversant une rivière. Il lui demanda donc ce qu'il ferait à sa place s'il était roi et avait reçu un oracle lui prédisant qu'il serait assassiné par un sujet ; Jason répondit : « Je l'enverrais rechercher la Toison d'or. » C'est ainsi que Pélias, trouvant l'idée excellente, envoya Jason en Colchide, et pensant ne jamais le revoir, il se débarrassa d'Éson et de sa famille.  
Pélias s'est par ailleurs attiré l'hostilité d'Héra : il a fait des sacrifices à son père Poséidon et aux autres divinités, à l'exception d'Héra, et, selon Apollodore, il avait tué sa belle-mère Tyro près de l'autel d'Héra. La déesse favorisera l'expédition de Jason.
Jason revint victorieux de sa quête et avec l'aide de la magicienne Médée, il ourdit un plan pour se venger de Pélias : Médée se déguisa en prêtresse d'Artémis et se présenta à la cour du roi ; là, elle fit croire aux filles de Pélias qu'elle possédait un moyen pour rajeunir leur vieux père : elle en fit démonstration avec un bélier, qu'elle coupa en morceaux et fit bouillir dans un chaudron en y ajoutant certaines substances : il en ressortit un agneau. Ainsi persuadées, les filles de Pélias firent de même avec leur père, ce qui lui fut bien évidemment fatal. Jason et Médée furent par la suite bannis d'Iolcos et se réfugièrent à Corinthe.